# Devonport (Anglia)
Devonport – dzielnica miasta Plymouth, w Anglii, w Devon, w dystrykcie (unitary authority) Plymouth. W 2011 miejscowość liczyła 14 788 mieszkańców.